# Lilium michauxii
Lilium michauxii, thường được gọi là Lily Carolina trong tiếng Anh (tạm dịch "huệ tây Carolina"), là một loài cây hoa huệ có thể được tìm thấy ở Đông Nam Hoa Kỳ từ Tây Virginia ở phía bắc đến Florida ở miền nam và Texas ở phía tây. Cây này nổi tiếng nhất trong những tháng mùa hè của tháng bảy và tháng tám nhưng có thể nở đến cuối tháng mười. Nó được đặt tên theo nhà thực vật học người Pháp André Michaux, người đi du lịch và đã tiến hành nghiên cứu trên khắp Đông Nam Mỹ.
Lily Carolina có thể phát triển đến kích thước 3 ½ feet với hoa 3-4 inch, cánh hoa uốn cong của nó về phía sau và có đốm. Màu sắc từ vàng qua màu cam đỏ với màu nền cánh hoa và từ màu đỏ qua màu tím đến màu nâu tại các đốm. Lily Carolina là hoa dại chính thức của bang Bắc Carolina.